# Backmasking
Backmasking er et indspilningsfænomen hvor lyd eller beskeder bliver indspillet bagvendt på et spor med intention om at blive afspillet fremad. Backmasking er en intentionel handling og bør ikke forveksles med fonetisk tilbagespoling, hvor ord og sætninger kan opstå utilsigtet i lyd som afspilles bagvendt. 

## The Beatles
Teknikken blev gjort populær af The Beatles som introducerede backmasking i 1966 på albummet Revolver. Ifølge The Beatles sangskriver John Lennon, opdagede han teknikken, under indflydelse af marihuana, da han ved et tilfælde afspillede lydbånd fra albummet bagvendt. Dagen derpå præsenterede han resultatet til de resterende medlemmer hvis tilfredshed blev en guitarsolo værdig på nummeret "Tomorrow Never Knows". Teknikken blev senere en fast del af gruppens musik og kan høres i flere numre, bl.a. i "I Am the Walrus" fra efterfølgende år hvor bl.a. bækken afspilles bagvendt. Nummeret kom i følge John Lennon til verden på to separate LSD-trip.

## Rygter
Fænomenet er senere kommet under skyts fra amerikanske kristen-ekstremister som har beskyldt bl.a. rock bands, Led Zeppelin, Judas Priest og Black Sabbath, for at udøve tankekontrol på underbevidstheden ved hjælp af teknikken. 
Subliminale beskeder skulle, ifølge rygterne, ligge gemt på rockgruppernes plader som, hvis afspillet bagfra, opfordrer lytteren til satan-dyrkelse og selvmord. 
Rygterne er aldrig blevet bekræftet og må derfor anses som værende tilfælde af fonetisk tilbagespoling.